# 千之刃涛、桃花染之皇姬
《千之刃涛、桃花染之皇姬》是AUGUST于2016年9月23日发售的18禁恋爱冒险游戏。AUGUST的第十部作品。2019年9月27日發售Fandisc。

## 概要
在2014年8月16日举办的「AUGUST Summer Vacation in AKIHABARA」中公布制作新作的消息，预定于2015年冬季发售。
2016年9月23日，初回限定版PREMIUM PACK与初回限定版STANDARD PACK发售。初回限定版PREMIUM PACK包括《特厚设定资料集本〈千桃年代记〉》《原画家自选事件CG原画集〈桃花染之原画图录〉》《特别录制广播剧CD〈音盘 千桃声语“幕间・小憩的皇国”〉》《特别绘制抱枕〈任命宮国朱璃陪睡到早晨的抱枕〉》《大型带铃木制绘马〈椎叶古杜音的绝对利益确定绘马〉》的特典，而初回限定版STANDARD PACK则包括《特厚设定资料集本〈千桃年代記〉》的特典。

## 作品
本作品是AUGUST继《秽翼的尤斯蒂娅》之后的第二部严肃系幻想风作品。由于以战争作为主题，有一定程度的暴力和流血描写程度。与此同时，作为AUGUST标志性的日常场景的描写也占有相当比重。
本作品也是AUGUST第一部正式针对平板电脑优化的作品，有专门设计的平板电脑UI，可在触摸屏上更加轻松地操作。在平板电脑模式下，按住触摸屏会进入自动模式，保存、读取和跳过等常见操作都针对触摸屏的特点做过优化。本作品还去掉AUGUST惯用的AlphaROM反盗版措施，使得在游玩前不必插入安装媒体进行正版认证，也属于其针对平板电脑的优化之一｡
DVD版中含有一份Windows下载版和Android版的激活码，下载版同时拥有云存档功能，可在多个相同或不同平台的设备间同步存档。(Android版有一定的内容删减或修正。)
Android版仅作为DVD版的捆绑商品、并没有单独发售的计划。(Android版的体验版为全年龄版、可在Google Play Store、DMM GAMES下载。)

## 剧情
皇国历二一四二年，征服大半个世界的All Bright共和国（オルブライト共和国，以下简称“共和国”）开始对丰苇原瑞篱内皇国（以下简称“皇国”）展開侵略。皇国防御手段“咒壁”无法启动，作为军队的武人大多数都在开战时的轰炸中死亡。而皇国宰相小此木时彦则将皇帝“苏芳帝”杀害，皇国立即亡国。
亡國三年后，末代皇帝“苏芳帝”唯一的女儿、正统的皇位继承者宮国朱璃为了向杀害母亲的小此木时彦复仇，回到皇国首都・天京。在这里，她与战争中失去记忆的武人鸨田宗仁、傀儡皇帝“翡翠帝”鸨田奏海、年轻的新任“斋巫女”椎叶古杜音、共和国总督的女儿同时也是天京帝立学院的学生会长艾露莎・瓦伦丁相遇，故事也从这里开始。

## 登场人物
配音：PC版／PS Vita・PS4版

### 主要人物
鸨田宗仁（声：春野风 / 羽多野涉）
中级武人家系“鸨田”之人，“翡翠帝”鸨田奏海的义兄。在与共和国的战斗中失去记忆，现在则在“糀谷生花店”工作，并度过着平稳的学校生活。
三年前，在朱璃陷入危機時，以武人身分獻出忠誠，一人擋住了追兵，擁有冷靜的頭腦，不會因為一時的危機就忘記大局。
是一個直率的人，說話不拐彎抹角，對於身邊女性表達都很直接。
真實身份為三神器之一的御劍
宫国朱璃（声：遥空 / 仙台惠理）
三围：85(D)/57/84。喜欢的东西：豆沙水果凉粉
前代皇帝“苏芳帝”的独生女，正统的皇位継承者。本名为“桃花染皇女（つきそめのひめみこ）”，“宫国朱璃”是为了伪装成一般人所用的姓名（。为了向杀害母亲的宰相小此木时彦复仇而从伊濑野回到天京，隐藏真实身份转校到天京帝立学院。
原來為了殺掉小此木不惜犧牲自己的生命，在殺掉小此木後決定結束自己的生命，在這幾年間，為了報仇，不斷鍛鍊自己的劍術，但在與宗仁相處時，逐漸將眼光放遠，思考做為皇該有的氣度和作為。
twitter角色人气投票第3名。
鸨田奏海（声：猫村雪 / 户板优衣）
三围：74(B)/52/76。喜欢的东西：石花菜凉粉
皇国战败之后立刻即位的傀儡皇帝“翡翠帝”的真身。本来是中级武人家系“鸨田”家的女儿、宗仁的义妹，与皇家并没有血缘上的联系。虽然是宰相小此木时彦的傀儡，也依旧为了皇国而努力着。其治愈人心的能力，也使得她在皇国国民中有着巨大的人气。
雖然是傀儡，但是本人並非只是嬌弱的籠中之鳥，相反的，擁有堅定的意志，在因皇宮發生爆炸而受傷的艾露莎時，能夠迅速果斷的的處理傷口，艾露莎認為這樣的處理速度絲毫不輸給醫療班的人。
twitter角色人气投票第4名。
椎叶古杜音（声：小鸟居夕花 / 高森奈津美）
三围：89(E)/59/86。喜欢的东西：寿喜烧
目前的斋巫女，巫女家系“椎叶”的末裔。作为前代的斋巫女的弟子，在皇国战败三年后被翡翠帝任命为新的斋巫女。有着明快而乐观的性格，能够让周围的人明快起来的气氛制造者。
所擁有的咒力非一般巫女所可以比擬，一般巫女再碰觸咒術刀時能夠瞭解這把刀的構成因素、名字以及犧牲的多少巫女及武人，但是需要消耗龐大的時間，而作為斋巫女的古杜音只需要一瞬間便可以瞭解。
twitter角色人气投票第2名。
稻生浒（声：波奈束风景 / 中岛沙树）
三围：83(C)/57/83。喜欢的东西：绿茶与纳豆饭
和宗仁是青梅竹马的武人。武人“三祖家”之一的稻生家栋主稻生刻庵的女儿，地下武人组织“奉刀会”的代理会长。为了筹集“奉刀会”的活动资金而秘密地作为偶像・菜摘活动中，在国民中拥有广泛的人气，朱璃与奏海都是其粉丝。
三年前，在宗仁失去記憶無家可歸時，稻生家所創立的奉刀會收留了他，也因此宗仁一生都想要報答滸和刻庵的恩情。
twitter角色人气投票第1名。
艾露莎・瓦伦丁（声：奏雨 / 尾崎真实）
三围：85(D)/58/86。喜欢的东西：巧克力
共和国总督的女儿，同时也是天京帝立学院的学生会长。想要废除皇国的特权身份制度，认为共和国是解放皇国人民的正义的一方。反对作为父亲的总督在皇国推行的高压政策，重视着民主主义。虽然讨厌皇国的文化，但洗澡却是例外。
twitter角色人气投票第5名。

### 次要角色
来嶌・麦克斯韦・紫乃（声：二乡梓）
三围：86(D)/58/87。喜欢的东西：肉
有着皇国人父亲与共和国人母亲的混血儿，皇国最大财阀“来嶌财阀”目前的总帅。
與一般的共和國人相比，本身不會特別歧視皇國人，反倒與宗仁和滸的關係不錯，也是她推薦滸成為國民偶像。
更科睦美（声：雨音游）
三围：88(D)/56/87。喜欢的东西：鱿鱼头
本来是“三祖家”之一的更科家的栋主。目前已退出奉刀会，经营着小料理店。虽然已经退会，却依旧支持着奉刀会的活动。
伊那子柚（声：羽鸟一）
三围：70(A)/51/73。喜欢的东西：年糕
隐秘的家系，目前作为奉刀会的密侦而活跃着。
槙數馬（声：黑瀨鷹）
為三祖家槙家家主，做事較為衝動，總是與滸對立，實際上本人是一個率直的人，所做的每一步都會顧慮到奉刀會，並且真心認為奉刀會的會長應該是滸而非刻庵，只是滸仍活在刻庵的陰影下。
很快就發現了滸陷入迷惘，也發現滸無法引出稻生家的家傳秘刀"不知火"的真正原因，透過扮演反派讓稻生重新領悟，並引出了不知火的力量。
在與稻生戰鬥過後，幫忙引開共和國軍，雖然沒有死，但是為了奉刀會，在滸與宗仁知情的情況下，偽裝成已經死亡，以鞏固滸的會長之位。
小此木時彥（声：荒岩鐵五郎）
在皇國與共和國戰鬥中叛變，致使皇國戰敗的主要禍首，在蘇芳帝死後，統治了皇國，用各種高壓的手段統治皇國。使皇國人民將武人作為戰敗的主因。
雖然知道真的的翡翠帝還活著，也知道鴇田的真實身分，但是總是對這些事情有意的睜一隻眼閉一隻眼，雖然背叛皇國，並對人民施以暴政，但其實正在策畫著甚麼。
乾鷹人（声：一条光）
花店店長，在宗仁失去記憶奄奄一息的時候收留了他，並讓他在花店打工的恩人。
會使用一點咒術，過去成謎，雖然本人看起來總像是身體病弱一般，但本人很健康。

## 制作人员
- 制作统括・总指挥 - るね
- 编剧 - 榊原拓 、内田ヒロユキ、安西秀明
- 原画 - べっかんこう、夏野イオ
- CG统括 - 弥弛
- CG上色 - ぺぺる、ひろた、巻道
- 背景美术 - ゆうろ、阿舎利ん_16、弥弛、北川由貴
- 演出 - 北川由貴
- 音乐 - Active Planets
- BGM - スミイ酸、sumiisan、小高光太郎、梵陳煩
- 影片制作 - 北川由貴

## 主题曲
主题曲
作词 - 永原さくら / 作曲 - sumiisan / 编曲 - HIR / 歌手 – 中恵光城
片头曲「嗚呼 絢爛の泡沫（ゆめ）が如く」
作词 -  / 作曲 - 小高光太郎 / 编曲 - 小高光太郎、 / 歌手 –
片尾曲
作词 -  / 作曲 - 小高光太郎、Ceui / 编曲 - 小高光太郎、 / 歌手 - 
总片尾曲
作词 -  / 作编曲 – 佐久間きらら / 歌手 - 石田千尋(Flex Art Music Inc.)
印象曲
作词 -  / 作编曲 - 小高光太郎、sumiisan / 歌手 - Cheri*
Fandisc主题曲「桃幻浪漫」
作詞 -  / 作曲 - 小高光太郎、UiNA / 編曲 - 小高光太郎 / 歌手 – Airots
Fandisc片尾曲「悠遠抄」
作詞 -  / 作曲 - 小高光太郎、UiNA / 編曲 - 小高光太郎 / 歌 - 鈴湯 from Airots

## 相关商品

### CD

#### 单曲
由Side Connection Music发行。
《「千の刃濤、桃花染の皇姫」OPテーママキシシングル》
歌手 - 中惠光城、Cheri* / 发售：2016年7月29日
收录遊戏PV曲「嗚呼 絢爛の泡沫(ゆめ)が如く」与片头曲「桃花染に咲いて」，并额外加入未在游戏中出现的印象曲「刃濤舞う」，与三首歌的无人声版本，合计6首。
《「千の刃濤、桃花染の皇姫」EDテーママキシシングル》
歌手 - 石田千尋(Flex Art Music Inc.)、ういにゃす / 发售：2016年9月23日
收录了游戏总片尾曲「日ノ環-ひのわ-」与片尾曲「月夜に舞う恋の花」，并加入两首歌的钢琴版和无人声版，合计6首。

#### 专辑
由AUGUST发售。
《千の刃濤、桃花染の皇姫 Original Sound Track》
发售：2017年1月27日
CD3片装。收录遊戏中使用的BGM与歌曲，合计67首。封面为鸨田奏海。

### 书籍
《千の刃濤、桃花染の皇姫 ビジュアルファンブック》(KADOKAWA)
发售：2017年3月24日 / ISBN 978-4-04-734470-9
封面是宫国朱璃与鸨田奏海。在A4纵向本中收录角色档案、事件CG与对应剧情、版权绘画、制作人员评论、声优评论、草稿画集等内容。随书附带特别绘制的B2海报，内容与封面相同。同时发售了纸质版与电子版。

### 其他
千桃时计
制作・发布：AUGUST
开发：iMel株式会社
操作系统：Android (2.3～6.0)
主角和女主角们报时的时钟Android应用。可以改变显示的服装和背景，触摸的话会发出对应的声音。

## 評價
《千之刃涛、桃花染之皇姬》於2016年度「萌系遊戲大賞」獲得月間賞。